# SKY GATE KISS & SMILE
SKY GATE KISS & SMILE（スカイゲート キッス・アンド・スマイル）は、bayfmで毎週金曜日に13:00から15:51まで放送されていた番組である。

## 番組概要

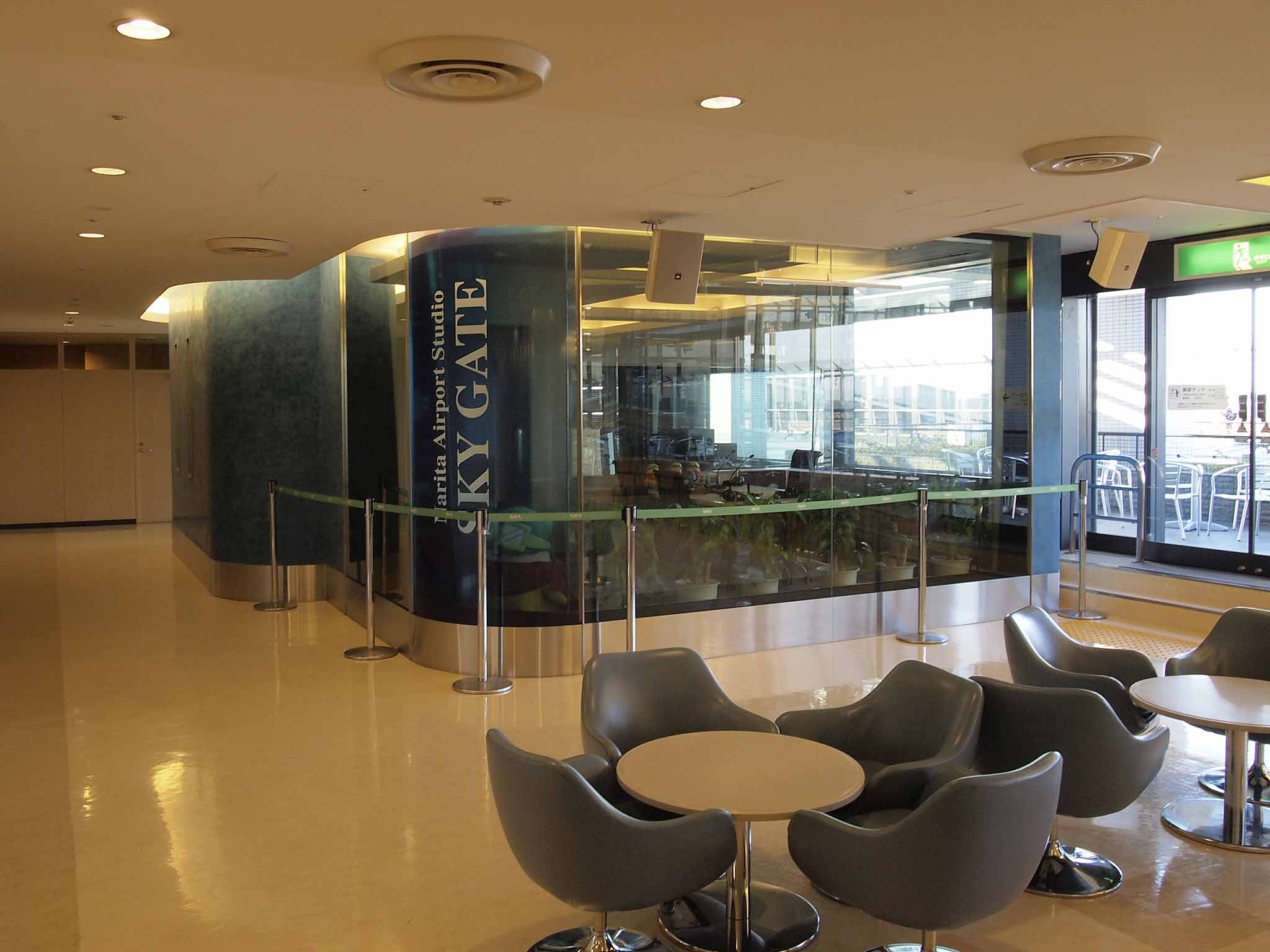
公開放送が行われていた成田空港STUDIO SKY GATE

成田国際空港第1ターミナル5階のオープンスタジオ「SKY GATE」から、前番組のSKY GATE TRAVELLIN'GROOVE!!に続いて公開生放送され、航空機の離陸音が番組中のBGMに用いられている。
『LIVE@SKY GATE』と称し毎月最終金曜日にスタジオ外で歌唱する森口は、1992年4月から約1年間「AMAZING POP」を担当して以来19年ぶりにbayfmで番組を担う。
テーマ曲は国府弘子「トゥモロウ・ネヴァー・ノウズ」。
写真撮影、録音、録画を許諾しない旨がスタジオ前に日本語と英語で掲示されていた。
なお、「SKY GATE」からの公開生放送は、同スタジオの閉鎖に伴い2019年3月29日の放送で終了。2019年4月からは、タイトルを「KISS & SMILE」に変更しBayfm本社スタジオより生放送を行っている。

## SKY GATEで放送されていたコーナー
2015年10月2日放送分からコーナーが3つ新たに開始され、一部は2016年6月17日と12月2日放送分から新たに発展していた。
☆を付したコーナーは、特集の有無に左右されない。
オープニング
今週のテーマ☆
私のバイブルソング（14:05頃）
2018年5月11日放送分から開始。リスナーから自身のあることに対してきっかけとなった歌を紹介する。2019年4月以降は15時台に放送。
交流タイム（14:25頃）☆
公開生放送に来た観客が、事前に記したアンケートを基に森口と交流する。内容が良かったものはオリジナルクリアファイルもしくはオリジナルレターのいずれかをプレゼントされる。開始当初から継続中の人気コーナーだったが、2019年3月29日の放送をもって終了。
HEART LETTER（14:45頃、14時台の交通情報後）
聴取者が番組を通じて伝えたい想いを直筆の手紙や葉書で送り、森口が番組で紹介する。タイトル名は2015年9月18日放送分で募集したテーマ「手紙ストーリー」によるものである。本コーナーは葉書か封書限定の募集で宛先は番組の公式ブログに記されている。紹介されたリスナーは森口からコメント付きのスマイルレターがプレゼントされる。2015年12月18日放送分及び2018年3月2日放送分のパワーウィーク特別企画は、当コーナーの拡大版を放送している。
エアポート・ストーリー（15:00）☆
世界の様々な場所へ空想旅行し、世界の空港・土地・人物・楽曲など空港に関係する話を紹介するもの。先述の交流タイムと共に、番組開始当初から継続中のコーナーであったが、2019年3月15日の第308回をもって終了。最終回のテーマは「成田空港」だった。
森口博子のおすすめソング（15:00）
2017年1月13日より「エアポートストーリー」との隔週で放送開始(主に第2週、第4週、第5週(最終週)。たまに第3週)。森口自らセレクトした1曲を紹介する。2019年3月22日の放送をもって終了。
笑顔になれるアカペラ（15:30頃、ライブの週以外）
リクエストから選ばれた曲が森口のアカペラで歌われる。その後自身の曲が流れるが、編成の都合上流さない場合もあったり当コーナーの前に流すこともある。アカペラがないまま自身の曲が流れるときもある。
LIVE@SKY GATE（15:30頃）☆
スタジオブース外に出て観客の前で歌を2曲披露（自身の曲とほかの歌手の曲）。その際、記念撮影も行われる。
バースデーコール☆
事前に応募した、放送日当日もしくは近くの日に誕生日を迎えた人から抽選で森口からバースデーソングを送る。2019年4月からも引き続き継続している。
エンディング、クロストーク
次番組の「The BAY☆LINE」の金曜DJ、森久保祥太郎、浜口順子 とクロストークした後お別れの挨拶をする。

### 終了したコーナー
森口BINGO（13:24頃問題発表、14:00に正解発表）
森口と相性度をチェックする。
ある問題に関して森口と同じ答えを当てた正解者の中から抽選で5名にオリジナルクリアファイルが当たる。不正解の答えのメールを読み上げてから正解を発表する。番組放送開始時からやっていたが、2015年9月25日の放送分をもって終了。
ナース博子の愛の処方箋（14:00頃）
リスナーから寄せられた恋愛の悩みを紹介し、最後に悩みを解消できる処方箋を紹介していく。2016年2月19日放送分のパワーウィーク特別企画は、当コーナーの拡大版を放送。なお、同年3月25日は15時台に移動して放送を行ない、代わりにこの14時台をゲストコーナーに充てた。2016年4月8日の放送分もって終了したものの、同年6月17日から当コーナーの発展版である『まいっちんぐヒロコ先生』が開始した。
まいっちんぐ ヒロコ先生（14:00頃）☆
2016年6月17日より開始。基本的な形は「ナース博子の愛の処方箋」を引き継いでいるが、リスナーから寄せられた恋愛の他に様々なまいっちんぐの悩みを紹介していく。メッセージを読み上げた後、その悩みに相応しい解決方法をヒロコ先生が通知表の通信欄で教える。2016年11月25日の放送分をもって終了したが、この基本内容を踏まえた新コーナー「スカイゲートの母」（※同年12月2日スタート）へ引き継がれた。
スカイゲートの母（14:00）
2016年12月2日より開始。森口が占い師としてリスナーの悩み相談に答える。相談を送ったリスナー全員に開運スマイルレターが送られる。2017年3月31日の放送で終了。
オダマ・リーの、お黙りなさいっ!（14:10）
2017年4月7日より開始。リスナーの懺悔をオダマ・リー（宮崎出身）になりきった森口がターミネーターのテーマ曲をバックに読んでいく。2017年5月26日放送分で終了。
スパッツ選手権（14:10頃）☆
2015年10月2日より開始。リスナーが過去に「言い間違い」、「読み間違い」、「思い違い」をしたエピソードを読み上げる。コーナー名の「スパッツ」は、森口が過去に某番組の生放送で「スピッツ」を「スパッツ」と言い間違えたことによる。2018年3月30日の放送をもって終了。
※交通情報は13:43頃、14:43頃、15:15頃、15:38頃の計4回（過去には13:18頃と14:18頃にも挿入されていた。）、天気予報は13:55頃、ニュースは14:55頃にそれぞれ入る。Updatesも参照されたい。※後述の特集が組まれる場合、上記のラインナップが変更になることもある。

### 特集
2015年より開始。あるテーマに沿って、数々のヒット曲をお送りする。同年8月以降は主にパワーウィーク特別企画で実施する形をとっている。
2015年
- 2月全ての放送日 - 昭和歌謡 & ニューミュージックGOLDセレクション
- 4月全ての放送日 - J-POP GOLDセレクション
- 6月5日、6月12日 - デビューソング特集
- 8月28日 - パワーウィーク特別企画「キススマレコード持ち込みリクエスト」

2016年
- 4月22日 - パワーウィーク特別企画「アイドルソング特集」
- 6月17日 - パワーウィーク特別企画「昭和のJ-POP サマーソングコレクション」
- 12月16日 - パワーウィーク特別企画「笑顔になれるミュージックセレクション」

2017年
- 2月24日 - パワーウィーク特別企画「春を先取り!春歌セレクション」
- 4月21日 - パワーウィーク特別企画「初々（ういうい）ソングセレクション」
- 6月16日 - パワーウィーク特別企画「リゾートミュージックセレクション」
- 11月3日 - 祝日特別企画「SKYGATE ALLTIME DISCO FLIGHT」

## DJ
- 森口博子

## アシスタントDJ
- 福田麻衣（Radio PROSHOPPERのみ出演）

## 出来事
- 2011年3月11日（第10回）の放送中に東日本大震災が発生し番組が中断。以降の番組も特別編成となった。

福田は自身のブログにて、成田空港内に待避し一夜を明かした旨報告。
- 2011年3月18日（第11回）、3月25日（第12回）放送分は震災の影響で成田空港からの公開生放送が中止となり、bayfm本社からのスタジオ生放送となった。
- 2011年4月29日-森口が「スーパーロボット魂2011“春の陣”」出演の為放送休止
- 2012年5月18日（第73回） - 森口は出演したものの体調不良だったため、前番組のDJ・伊津野亮も出演。
- 2012年5月25日（第74回） - 森口がBlooming Girlsのライブにつき、門脇知子が代理。
- 2012年11月23日 - 放送休止
- 2014年6月13日（第184回） - 森口本人の誕生日の放送回。
- 2014年11月28日 - 放送200回を迎えた。
- 2015年6月19日（第229回） - 浅香唯が代理し「SKY GATE KISS & SMILE 浅香唯スペシャル」と題して放送[27][28]。福田がアシスタントで出演。レギュラーコーナーは休止[29]。
- 2015年8月7日（第236回） - 森口デビュー30周年の放送。番組スタッフや他番組DJからお祝いメッセージが届いた。
- 2016年1月22日（第260回） - 荻野目洋子が代理。バースデーコールを除いたレギュラーコーナーは休止。ライブのかわりにギター弾き語りがあった他、2015年6月19日放送と同じく番組序盤で森口博子からのメッセージ読み上げもあった。
- 2016年3月11日（第267回） - 特別ゲストにDJ KOUSAKUを迎え、『東日本大震災から5年。これまで、そしてこれから』の特別企画を実施。このため、ミニライブを除いたレギュラーコーナーを休止。
- 2016年3月25日（第269回） - 諸事情によりbayfm本社からのスタジオ生放送を実施。2011年同様、3月25日に公開生放送されない珍しい現象が発生した。なお、一部コーナーを休止。
- 2016年4月29日 - アシスタントに福田麻衣を迎え、ユアエルム八千代台特設会場から生放送された[30]。ミニライブを除いたレギュラーコーナーを休止。
- 2016年9月30日（第295回） - 渡辺真知子をゲストに迎え、14時台に翌週発売の「ときの華」のミニライブをした。このためレギュラーコーナーのうち、「スパッツ選手権」と「LiVE＠SKYGATE」（※バースデーコールはこの形に組み込まれた）以外は休止。
- 2016年10月21日（第298回） - 14時台に荻野目洋子をゲストに迎えて放送。パワーウィークの週であったが、バースデーコール以外のレギュラーコーナーは全て休止となった。
- 2016年10月28日（第299回） - 14時台に細坪基佳をゲストに迎え、ミニライブを実施した。このため、一部のコーナーを休止。
- 2016年11月4日 - 放送300回を迎えた。
- 2016年12月2日（第304回）- 14時台に榊原大をゲストに迎えて放送。
- 2016年12月23日（第307回） - 「X'mas LIVE スペシャル at NARITA AIRPORT STUDIO SKY GATE」と題し、ゲストにニコラス・エドワーズを迎えてライブも実施した。このため、一部コーナーを休止。
- 2017年3月31日（第321回） - 「LiVE special at Narita Airport Studio SKYGATE」と題し、ゲストに森川美穂を迎えてライブを実施した。このためレギュラーコーナーのうち、「スパッツ選手権」と「LiVE＠SKYGATE」（※2016年9月30日放送の時と同じく、バースデーコールはこちらに組み込まれた）以外は休止。
- 2017年5月5日 - スペシャルプログラム「ピーアーク presents bayfmフリマパラダイス」放送のため、当番組は放送休止[31]。なお当番組の放送休止は、2012年11月23日以来約4年半ぶりである。
- 2017年5月12日（第326回） - 14時台に荻野目洋子をゲストに迎えて放送。このためレギュラーコーナーのうち、「スパッツ選手権」・「バースデーコール」・「森口博子のおすすめソング」以外は休止となった。
- 2017年5月19日（第327回） - 14時台に歌手の半﨑美子をゲストに迎えて放送。
- 2017年9月1日（第342回）- 14時台に歌手の中村あゆみをゲストに迎えて放送。このためレギュラーコーナーのうち、「バースデーコール」以外は休止。
- 2017年9月15日（第344回）- 14時台に榊原大をゲストに迎えて放送。9ヶ月ぶり2回目の出演。
- 2018年9月14日（第396回）- 14時台に歌手の藤澤ノリマサをゲストに迎えて放送。
- 2018年10月12日 - 放送400回を迎え、森口の親友であるピアニストの西村由紀江をゲストに迎えて放送。生演奏も披露された。このため、3時台はレギュラーコーナーに変わり、バイブルソングが放送された。
- 2019年2月22日（第419回） - 同年3月29日を最後に、SKY GATE（成田空港第1ターミナル5階）からの公開生放送を終了し、Bayfm本社のスタジオ（STUDIO MARIVE）から生放送することと、同年4月から番組を大幅にリニューアルすることがDJ森口博子から発表された。
- 2019年3月29日（第424回） - 同放送をもってSKY GATEからの公開生放送を終了。

## 外部サイト
- 番組ブログ
- 成田国際空港公式サイト　Narita Airport Studio " SKY GATE"案内（リンク切れ）

| bayfm 金曜日 13時00分～15時50分                                   | bayfm 金曜日 13時00分～15時50分                       | bayfm 金曜日 13時00分～15時50分  |
| 前番組                                                            | 番組名                                                | 次番組                           |
| ----------------------------------------------------------------- | ----------------------------------------------------- | -------------------------------- |
| FLY!DAY TRIPPER〜FROM SKY GATE〜 （2006年7月7日～2010年12月31日） | SKY GATE KISS & SMILE （2011年1月7日～2019年3月29日） | KISS & SMILE （2019年4月5日 - ） |